# رافاييل كروز
رافاييل كروز (بالبرتغالية: Rafael Cruz Ojer‏) (18 يناير 1985 ساو باولو البرازيل - ) هو لاعب كرة قدم برازيلي يلعب كمدافع.

## روابط خارجية
- رافاييل كروز على موقع قاعدة بيانات كرة القدم.إي يو (الإنجليزية)
- رافاييل كروز على موقع Soccerway.com (الإنجليزية)